# Everything's Rosie
Pour plus de détails, voir Fiche technique et Distribution.
Everything's Rosie est un film américain réalisé par Clyde Bruckman, sorti en 1931.

## Synopsis
Le Dr J. Dockweiler Droop est un charlatan de carnaval, escroquant des shillings aux autochtones locaux avec leur argent durement gagné. Malgré cela, il a un bon fond puisqu'il a adopté Rosie à l'âge de trois ans tout en l'élevant comme sa fille. Cette dernière est devenu une jolie jeune femme, qui est aussi bonne doué que son père adoptif pour faire des affaires. Alors qu'ils traversent une petite ville, Rosie tombe amoureuse de Billy Lowe et supplie Dockweiler de quitter leur vie de carnaval et de s'installer pour de bon. Dockweiler est d'accord et les deux quittent le carnaval.
Pour soutenir leur nouvelle situation, Dockweiler s'associe à un propriétaire de bijouterie, Al Oberdorf, qui se trouve au bord de la faillite. Grâce aux compétences de vente de Dockweiler, il sauve le magasin de l'échec et passe également son temps à convaincre les habitants crédules qu'il est en fait un noble européen. Alors que Rosie est amoureuse de Billy, elle découvre qu'il est fiancé à Madeline Van Dorn, une mondaine snob. Elle a le cœur brisé lorsque Billy l'invite à son anniversaire et s'y rend avec Dockweiler. Pendant la fête, il décide de rendre la monnaie de leur pièce à ceux qui ont brisé le cœur de sa fille et organise un jeu de coquilles tordues en escroquant les habitants de grandes sommes d'argent. Lorsque Rosie découvre que Billy a de vrais sentiments pour elle et a l'intention de l'épouser, elle demande à Dockweiler de rendre l'argent qu'il a gagné. Il accepte, mais avant la fin de la soirée, le shérif arrive et lui demande de quitter la ville pour avoir organisé un pari malhonnête.
Avant qu'ils ne puissent partir, cependant, la bijouterie est volée et les soupçons retombent sur Dockweiler qui est arrêté pour vol. Il s'échappe de la prison et quitte la ville avec Rosie. Le shérif et Billy les retrouvent pour leur faire savoir que les vrais voleurs de bijoux ont été appréhendés et Dockweiler comprend qu'il ne s'intégrera jamais avec la noblesse locale. Maintenant assuré du bonheur de Rosie avec Billy, il leur dit adieu et part.

## Fiche technique
- Titre : Everything's Rosie
- Réalisation : Clyde Bruckman
- Scénario : Al Boasberg et Tim Whelan
- Photographie : Nicholas Musuraca
- Pays d'origine : États-Unis
- Format : Noir et blanc - Mono
- Genre : comédie
- Date de sortie : 1931

## Distribution
- Robert Woolsey : Dr. J. Dockweiler Droop
- Anita Louise : Rosie Droop
- John Darrow : Billy Lowe
- Florence Roberts : Mrs. Lowe
- Frank Beal : Mr. Lowe
- Parmi les acteurs non crédités :
- Nora Cecil
- George Chandler
- Charles K. French
- Rochelle Hudson
- Frank Mills
- Edward Peil Sr.
- James Quinn
- Frances Raymond
- Leo Willis
- Noah Young